# اوجنیا ولاسوا
اوجنیا ولاسوا (اوکراینی: Євгенія Власова؛ زادهٔ ۸ آوریل ۱۹۷۸) خواننده، ترانه‌سرا اهل اوکراین است. وی از سال ۱۹۹۸ میلادی تاکنون مشغول فعالیت بوده‌است.